# The Landmark 81
The Landmark 81 är en skyskrapa i Ho Chi Minh-staden (Saigon), Vietnam och är Vietnams högsta byggnad. Byggnationen inleddes 2014 och byggnaden invigdes mars 2018. Byggnaden är 469,5 meter hög och omfattar 81 våningar, varav 4 är under jord. Total golvyta är 141 000 kvadratmeter.
Tornet är byggt i hjärtat av Vinhomes Central Park, ett exklusivt stadsområde med blandad användning. Utvecklingen omfattar hotell- och konferensfaciliteter, lyxiga lägenheter, exklusiva butikslokaler inklusive Armani Exchange och Rolex, restauranger, barer och en utsiktsplats i flera våningar.

## Historik
Den inledande startceremonin för tornet hölls den 13 december 2014. I oktober 2017 nådde konstruktionen våning 69, och med en höjd av 270 meter, överträffade Bitexco Financial Tower och blev den högsta byggnaden i Ho Chi Minh City. I januari 2018 var alla golvplan klara, bara spiran och kronan återstod att få färdiga. Den 10 april 2018 tillades det sista segmentet av kronspiran, vilket fullbordade Landmark 81. Byggnadens bas, som tar upp 6 våningar med en total yta på 50 000 m2, invigdes den 27 juli 2018 för att uppmäksamma 25-årsjubileet av dess ägares moderbolag, Vingroup. Utsiktsplatsen, som heter Skyview, öppnade den 28 april 2019. Planen, som sträcker sig från våning 79 på 369,65 m till våning 81 på 382,65 m, är för närvarande Vietnams högsta utsiktsplats.
Den 21 september 2022 hade Autograph Collection anslutit sig till hotellmarknaden i Vietnam med sin första anläggning på Vinpearl Landmark 81. Vinpearl Landmark 81, Autograph Collection-hotellet är beläget från 47:e till 71:a våningen i skyskrapan, och har 223 rum med konstnärliga utsmyckningar och excelent inredning. Varje rum har fönster från golv till tak med panoramautsikt över stadens viktigaste vattenvägar. Hotellet höjer sig 461 meter och erbjuder sina gäster matställen, en utomhuspool, en klubblounge som vetter mot Saigonfloden och ett dynamiskt centrum. Vinpearl Landmark 81, Autograph Collection har en 1 200 kvm stor festlokal, som rymmer 1 500 gäster. Samtidigt tillgodoser Sky Studios på 69:e våningen exklusiva chefsbehov. Restaurangen Oriental Pearl serverar bufféer och à la carte-menyer, så att gästerna kan välja mellan olika säsongsbetonade, regionala, internationella och lokala rätter. Lobbyloungen Cloud serverar kaffe och drinkar på dagtid och förvandlas till en ekologisk vinbar på kvällen.

## Galleri

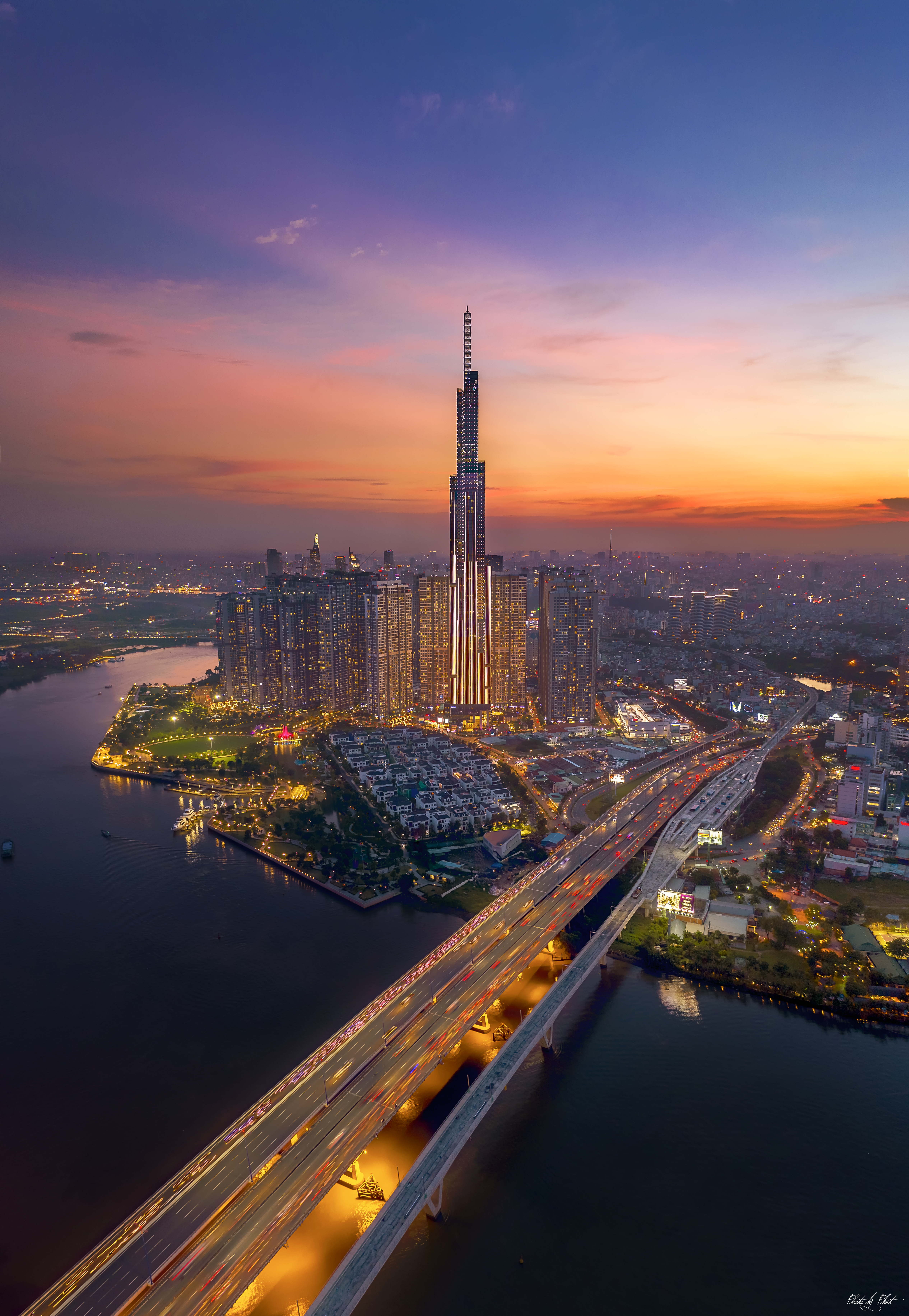
Landmark 81 i Binh Thanh District
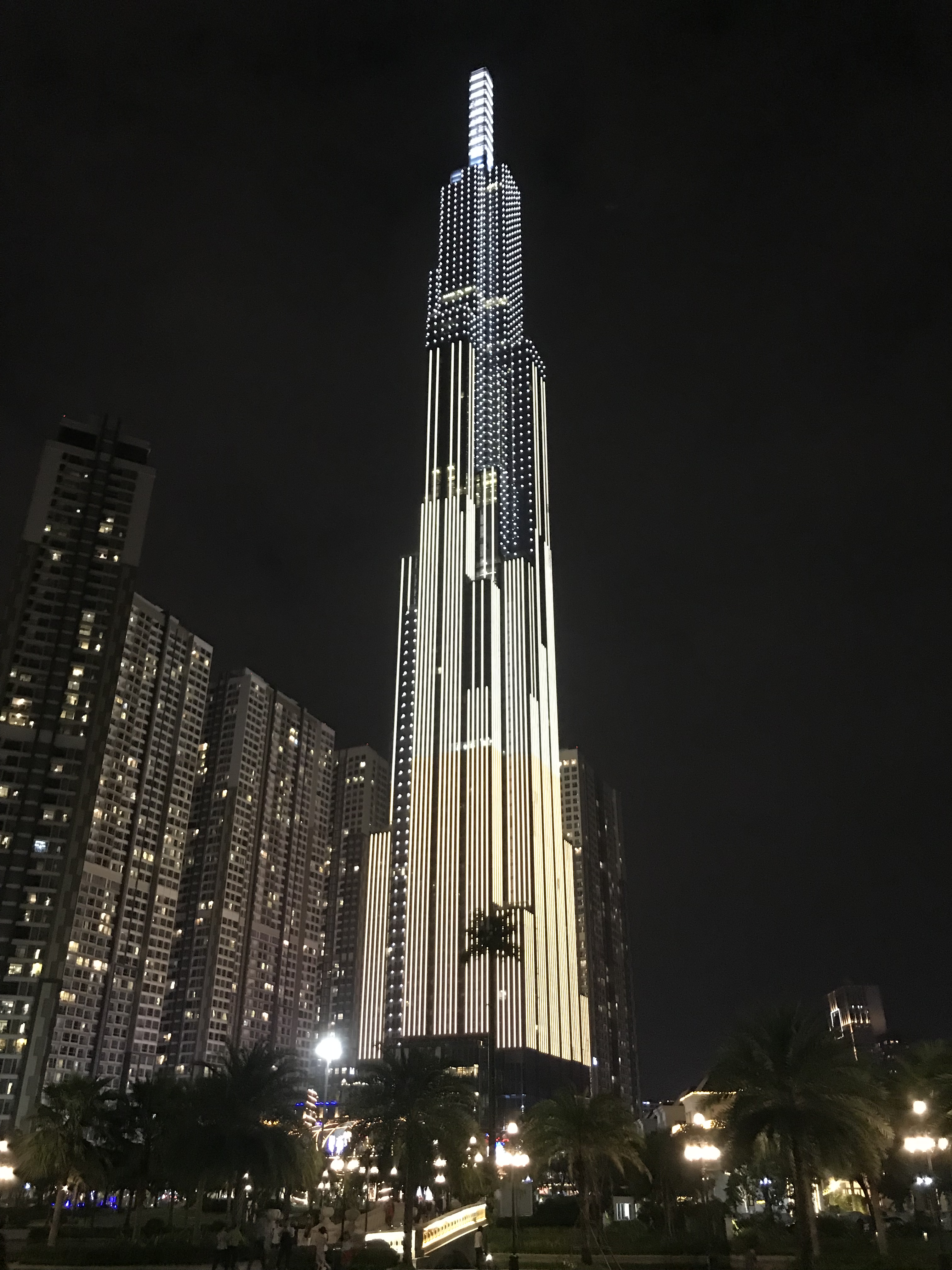
The Landmark 81 i kvällsljus
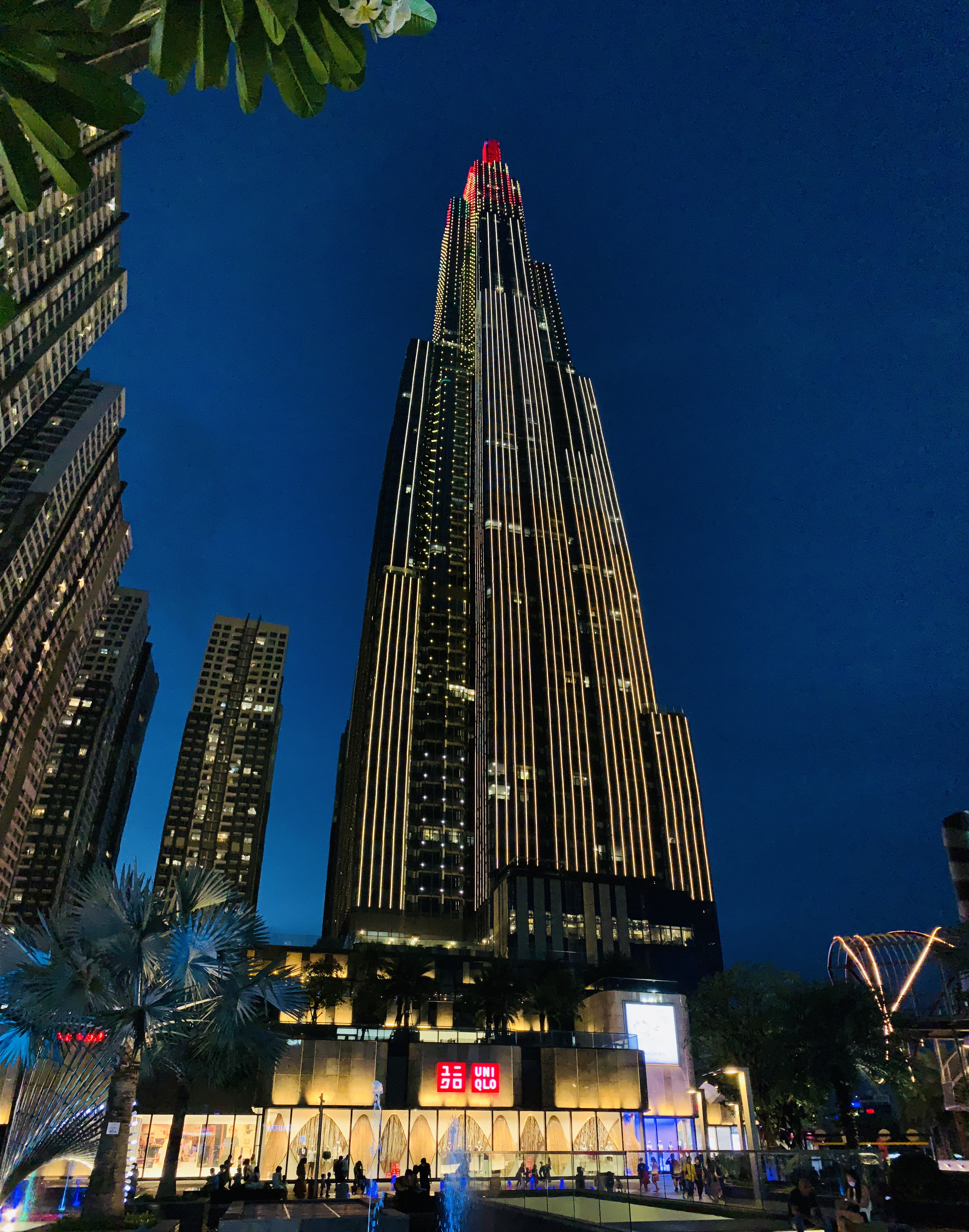
Byggnaden sedd från gatunivån
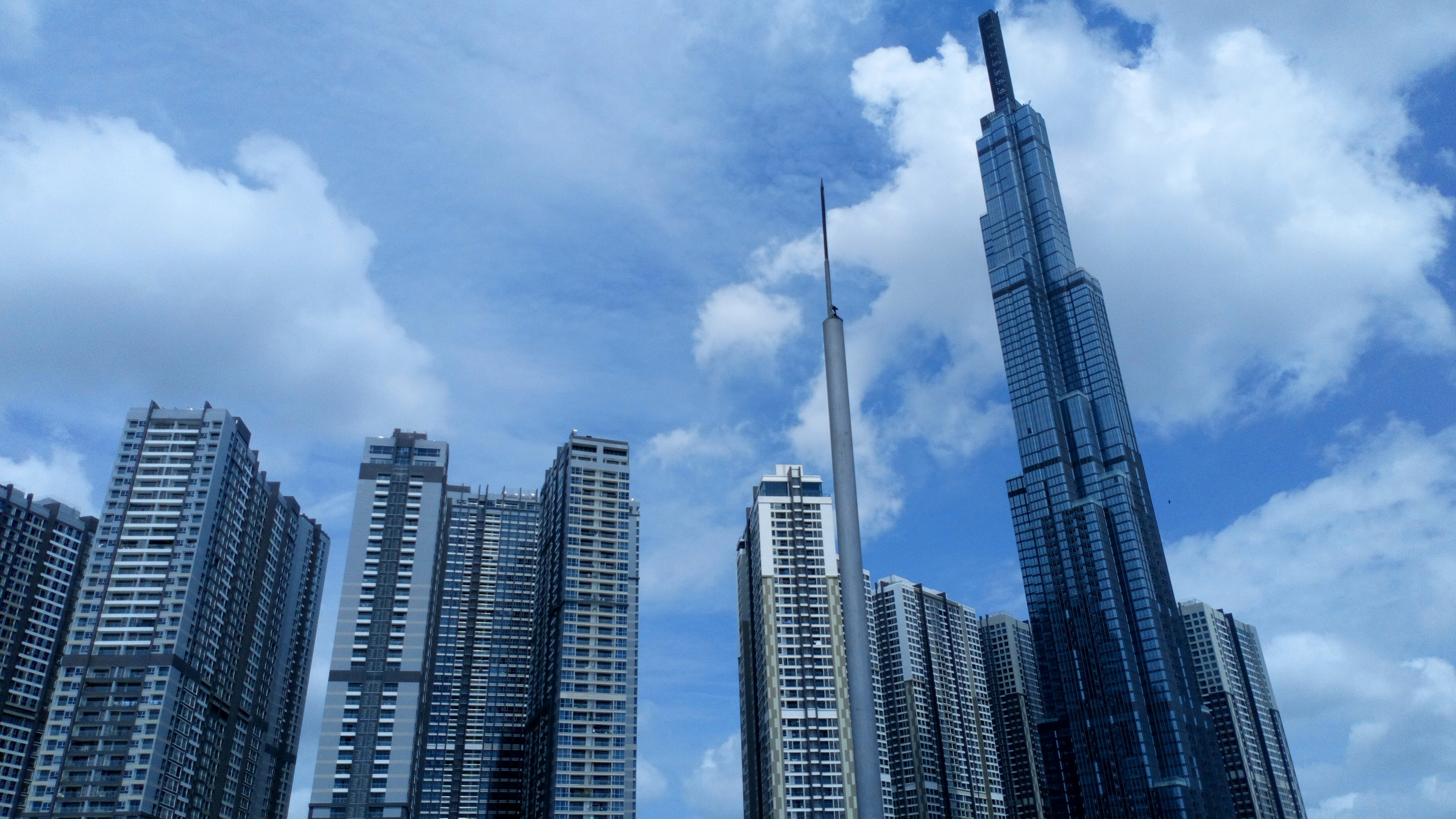
Landmark 81 omgiven av andra bostadshus i Vinhomes Central Park